# Hs 125 (航空機)
ヘンシェル Hs 125
ヘンシェル Hs 125（模型）
- 用途：高等練習機・軽戦闘機
- 製造者：ヘンシェル
- 運用者：ドイツ空軍
- 初飛行：1934 年
- 生産数：1 機
- 運用状況：試作のみ

ヘンシェル Hs 125は1930年代のドイツで試作された単発・単座・低翼単葉の高等練習機である。郷土防衛戦闘機計画（ハイマートシュッツイェーガー）における競作機の内の一つである。

## 概要
ドイツ航空省の要求する、非常時には軽戦闘機としても使用できる高等練習機の仕様に従って、ヘンシェル社によって開発された。
同社製のHs 121を低翼機化した機体である。主翼はHs 121のガル翼から直線翼となり、胴体と固定脚に繋がる張線で支えていた。機体は全金属製で、エンジンはHs 121と同じアルグス As 10Cを装備していた。
1934年夏に最初の試作機が初飛行。Hs 121で問題となった安定性と操縦への反応性には改善が見られた。
1935年の比較審査において競作機に敗れた。不採用が決定した後は、戦闘機開発を偽装するためにスポーツ機として公表され、宣伝に使用された。

## 性能諸元
- 全長： 7.30 m[1]
- 翼幅： 10.00 m[1]
- 全高： 2.30 m[1]
- 主翼面積： 14.00 m2[1]
- 自重： 693 kg[1]
- 最大離陸重量： 973 kg[1]
- エンジン： アルグス As 10C-1 空冷倒立V型8気筒エンジン 240 hp ×1[1]
- 最高速度： 278 km/h（海面高度）[1]
- 航続距離： 500 km[1]
- 実用上昇高度： 6,980 m[1]
- 武装：7.92 mm 機関銃 ×1[1]
- 乗員： 1 名 （操縦士）[1]